# Weatherell
RW-Scout en Wheaterell zijn historische motorfietsmerken van dezelfde producent.
De bedrijfsnaam was: R. Wheaterell & Co. Ltd., Terrace Works, Kilburn (London), later R. Weatherell, South Green, Billericay, Essex.
Reg Weatherell was motordealer, maar ook motorcoureur. In 1920 ging hij zijn eigen motorfietsen produceren onder de merknaam "RW-Scout". De machines werden samengesteld uit componenten van toeleveranciers, met 318cc-Dalm-tweetaktmotoren. Ze hadden directe riemaandrijving vanaf de krukas, maar konden ook geleverd worden met een Albion-tweeversnellingsbak. Er was ook een racemodel zonder versnellingen. In 1921 werd Reg Weatherell zesde in de 500-mijlsrace op Brooklands in de 350cc-klasse. Deze machine was echter voorzien van een 269cc-Villiers-tweetakt. Hierna verdween het merk RW-Scout van de markt.
Reg Weatherell startte echter meteen het merk "Weatherell" op. Nu kregen de motorfietsen inbouwmotoren van Blackburne, zowel zij- als kopklepmotoren van 248- en 348 cc. Bovendien kwamen er 767cc-V-twins. Voor dit laatste model werd een nieuw, laag gebouwd dubbel wiegframe gebouwd, dat met een lichtere motor ook geschikt was voor races. In 1923 schreef Reg Weatherell zich met dit frame in voor de Junior TT, waarin hij twintigste werd. Bovendien startte hij in de allereerste Sidecar TT, maar daarin viel hij uit.
Intussen waren er zeer veel kleine merken ontstaan, die net als Weatherell gebruik maakten van inbouwmotoren, maar de oudere merken, die in de Eerste Wereldoorlog voor het Britse War Office, maar ook voor de Franse en Russisch strijdkrachten hadden geproduceerd, keerden terug op de Britse markt. Daardoor verdwenen veel kleine merken weer snel, en dat overkwam Weatherell in 1923 ook.